# 好川阿津志
好川 阿津志（すきかわ あつし）は日本の演出家、音響監督である。好川 純や好川 あつし名義での活動もある。
創設間もない時期の劇団四季演出部に所属。後に海外作品の吹き替え演出を多く手掛け、役者の後身育成にも努めていた。

## 主な演出作品

### 吹き替え

#### 映画
- 愛がこわれるとき（ソフト版）
- 雨に唄えば（NHK版）
- 失われた週末（テレビ版）
- クレオパトラ
- 激戦モンテカシノ
- 脱走大作戦（TBS版）
- 地底王国（NHK版）
- デンヴァーの狼
- 灰色の服を着た男
- 別離
- よろめき休暇

#### テレビドラマ
- 偉大なる家族
- 女と男
- 忍びよる恐怖
- 大発明家ノーベル・知られざる私生活
- 二重誘拐
- 刑事マルティン・ベック ロゼアンナ
- 名探偵ダウリング神父
- ラレード通り
- 追跡者（追跡者ハリー・O）

#### 海外アニメ
- マンガ大冒険!ドタバタ30分
- ペネロッピー絶体絶命

### アニメ
- かみなり坊やピッカリ・ビー ※オーディオ演出

### 舞台
- グリークス（オフィス薫付属養成所公演）[2]